# Dominicaanse Republiek
De Dominicaanse Republiek (Spaans: República Dominicana) is een land op het eiland Hispaniola, in het Caraïbisch gebied. Het beslaat ongeveer twee derde van het eiland. In het westen grenst het aan Haïti, in het oosten ligt het eiland Puerto Rico, ten noorden de Atlantische Oceaan en ten zuiden de Caraïbische Zee. De Republiek is op 27 februari 1844 uitgeroepen. De hoofdstad Santo Domingo de Guzmán ligt aan de zuidkust en is in 1498 ontstaan uit het in 1496 gebouwde La Nueva Isabela.

## Tijdschema van de belangrijkste gebeurtenissen
De geschiedenis van de Dominicaanse Republiek begint officieel op 27 februari 1844. Deze datum is gebaseerd op de dag van de verovering van de Puerta del Conde in Santo Domingo, het uitroepen van de republiek en het tonen van de eerste vlag. Er zijn ook historici die andere data aangeven vanwege de strijd die daarna volgde om het Haïtiaanse bewind volledig te stoppen.
In onderstaande lijst worden in het kort de belangrijkste data vermeld.
| Actoren           | Tijdvak                 | Gebeurtenis                                                                       | Aanduiding (lokaal)                              | Caraïbisch gebied |
| ----------------- | ----------------------- | --------------------------------------------------------------------------------- | ------------------------------------------------ | ----------------- |
|                   | 14 miljoen jaar geleden | Ontstaat door eruptie een eiland                                                  |                                                  |                   |
| Ciboney           | v.C.                    | De eerste bewoners.                                                               | Quisqueya                                        | Quisqueya         |
| Taino             | n.C. 1492               | Verdrijven de Ciboney in westelijke richting                                      | Aïti - Quisqueya                                 | Quisqueya         |
| Cariben indianen  | 1100-1492               | Overvallen soms het eiland.                                                       | Quisqeya                                         | Caraïben          |
| Spanjaarden       | 1492-1500               | Ontdekking, exploitatie en gevangenneming                                         | Isla Española                                    | Hispaniola        |
| Taino             | 1492-1540               | Uitsterving door ziekten en slavernij                                             | Hispaniola                                       |                   |
| Spanjaarden       | 1500-1697               | Spanje neemt de exploitatie over met Francisco de Bobadilla en Nicolás de Ovando. | Santo Domingo                                    |                   |
| Fransen           | 1697-1791               | Door de Vrede van Rijswijk, krijgt Frankrijk een derde deel in het westen         | Saint-Domingue                                   |                   |
| Franse slaven     | 1791-1804               | Franse slaven opstand, Saint-Domingue wordt Haïti                                 | Saint-Domingue                                   |                   |
| Fransen           | 1795-1804               | Bij het tweede vredesverdrag van Bazel, krijgt Frankrijk het hele eiland          | Saint-Domingue                                   |                   |
| Haïtiaanse slaven | 1804-1808               | Santo Domingo bezet door slaven                                                   | Haïti                                            |                   |
| Kolonialen        | 1807- heden             | Continent wordt nu America genoemd                                                | Amerika                                          |                   |
| Spanjaarden       | 1808-1821               | Reconquista, Era España Boba                                                      | Santo Domingo                                    |                   |
| Dominicanen       | 1821-1822               | Eerste Onafhankelijkheid, José Núñez de Cáceres president                         | Republiek Santo Domingo ook Spaans Haïti genoemd |                   |
| Haïtianen         | 1822-1844               | Boyer neemt Santo Domingo in en noemt het Haïti                                   | Haïti                                            |                   |
| Dominicanen       | 1844-1861               | Officiële onafhankelijkheid door La Trinitaria                                    | República Dominicána Dominicaanse Republiek      |                   |
| Dominicanen       | 1861-1865               | Santana krijgt hulp van Spanje wegens dreiging van Haïti                          | Spaanse provincie                                |                   |
| Dominicanen       | 1865                    | Burgeroorlog tegen de Spaanse overheersing                                        | Dominicaanse Republiek                           |                   |
| Dominicanen       | 1865-1916               | Derde onafhankelijkheid                                                           | Dominicaanse Republiek                           |                   |
| Amerikanen        | 1916-1924               | De VS intervenieerde voor de bescherming van het Panamakanaal                     | Amerikaans bestuur                               |                   |
| Dominicanen       | 1924-1930               | Een onrustige periode                                                             | Dominicaanse Republiek                           |                   |
| Rafael Trujillo   | 1930-1961               | Dictatuur Trujillo                                                                | Dominicaanse Republiek                           |                   |
| Dominicanen       | 1961-1965               | Een instabiele periode door de afzetting van president Juan Bosch                 | Dominicaanse Republiek                           |                   |
| Amerikanen        | 1965-1966               | Opnieuw een interventie van de VS                                                 | Amerikaans bestuur                               |                   |
| Dominicanen       | 1966-1978               | Vierde onafhankelijkheid met een nieuwe dictator                                  | Dominicaanse Republiek                           |                   |
| Dominicanen       | 1978- heden             | Stabiele situatie en democratische verkiezingen                                   | Dominicaanse Republiek                           |                   |

## Nationale symbolen

Bandera
Escudo
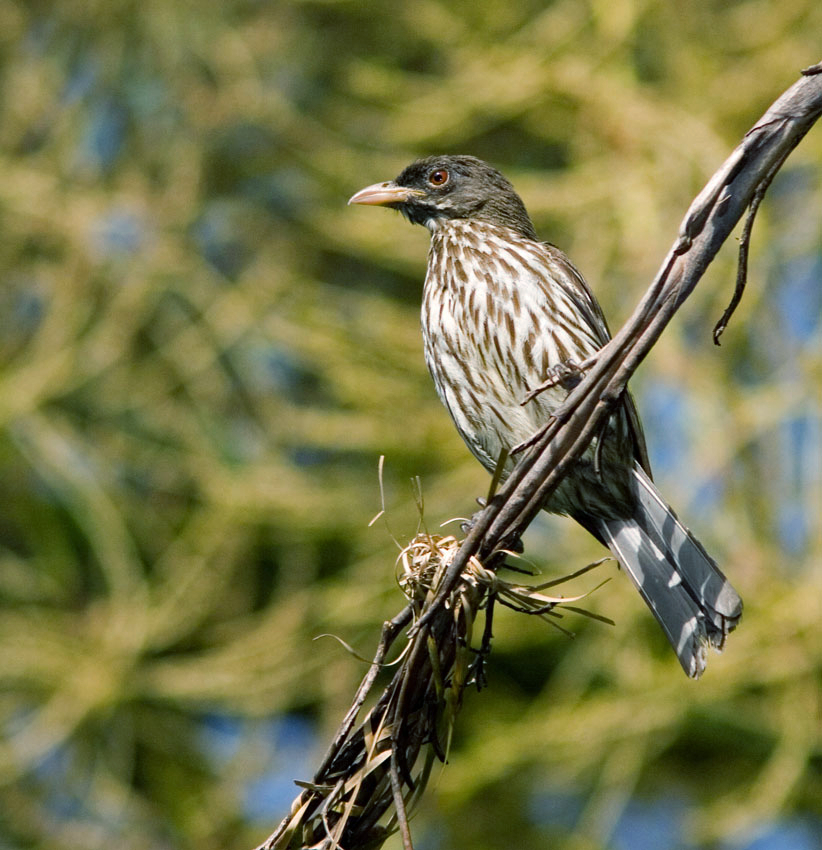
Cigua Palmera de nationale vogel
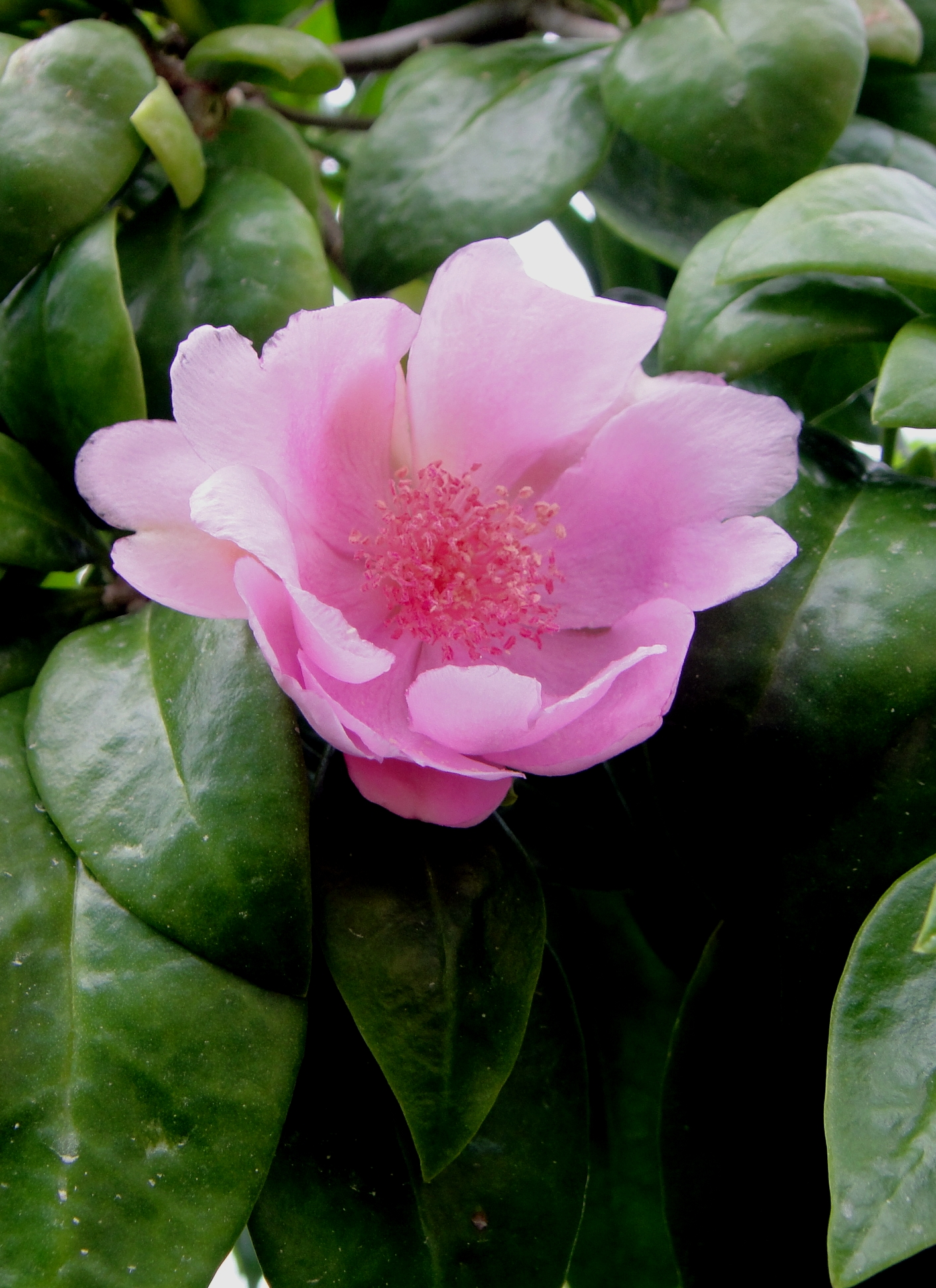
Bayahibe Roze de nationale bloem
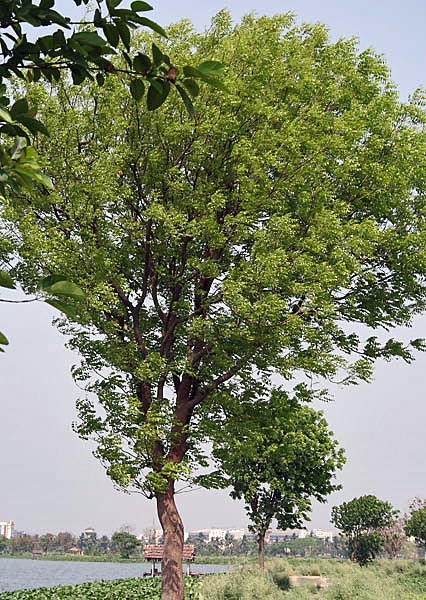
Caoba (Mahonie) de nationale boom

Het nationale volkslied is Quisqueyanos valientes.

## Geografie

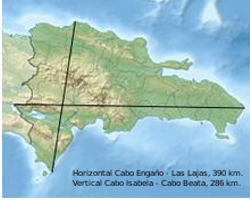
Meetpunten van de Dominicaanse Republiek

De Dominicaanse Republiek ligt tussen de meridianen 72°-68° en de parallellen 18-20. Het heeft drie eilanden van enige omvang, Saona, Isla Catalina en Isla Beata, waarvan Saona met 110 km² het grootste is.
- Totale oppervlakte inclusief de drie eilanden is 48.671 km².
- Lengte horizontaal gemeten van Cabo Engaño tot Las Lajas 390 km.
- Breedte verticaal gemeten van Cabo Isabela tot Cabo Beata 286 km.
- Lengte landsgrenzen: 360 km (met Haïti)[5]
- Kustlijn: 1288 km
- Grootste meer: Enriquillomeer, 251 km²[6]
- Hoogste punt: Pico Duarte, 3175 m
- Laagste punt: Enriquillomeer, −46 m

### Biodiversiteit, flora en fauna
De flora kenmerkt zich door soorten Coccothrinax, Copernicia, Pinus, Fuchsia, Begonia, Bromelia, Orchis, Cactus en koningspalm. Charles Plumier beschreef op Hispaniola voor het eerst de Begonia en de Fuchsia; soorten als Begonia domingensis en Fuchsia triphylla komen in de Dominicaanse Republiek voor. Passiflora murucuja en Passiflora intricata zijn soorten Passiflora van Hispaniola. Pereskia quisqueyana is een Dominicaanse cactus die tot nationale bloem werd verkozen.
De agouta is een zoogdier van de familie van de solenodons die alleen op Hispaniola leeft. De zagoeti van Cuvier is een soort hutia's van Hispaniola. Reptielen zoals de vele soorten anolissen en neushoornleguaan kenmerken Hispaniola.

### Bestuurlijke indeling
Vanaf het begin van de 19e eeuw is men begonnen met het veranderen van stads- en provincienamen en het wijzigen van de grenzen. Dit heeft ertoe geleid dat er, voor dezelfde stad of provincie, verschillende namen worden gebruikt, of de naam wordt anders gespeld. Vooral in de 20e eeuw zijn veel veranderingen doorgevoerd, in het bijzonder in het tijdperk van dictator Trujillo. Na deze dictatoriale tijd werden voor een groot deel de oude namen hersteld, zoals Ciudad Trujillo weer de naam Santo Domingo kreeg en in 2007 de provincienaam Salcedo werd veranderd in Hermanas Mirabal. Zie hierbij ook Distrito Nacional.
In termen van territoriale indeling, is de grootste politiek-bestuurlijke eenheid in de Dominicaanse Republiek een provincie. Op het moment van de Achtste telling van de Bevolking en Volkshuisvesting in 2002, was het land verdeeld in 31 provincies en een Nationaal District. De provincies zijn verdeeld in 134 municipios (gemeenten) en 114 distritos municipales (deelgemeenten).
Onder het Decreet 710-04 (30/07/2004) zijn de provincies en het Distrito National gegroepeerd in 10 administratieve regio's (región). Deze tien regio's zijn weer ondergebracht in drie macroregio's (macroregión) die een historische scheiding vormden. Na 2002 is het aantal gemeenten gestegen tot 158; de jongste drie zijn Baitoa, Matanzas en San Victor. De bestuurlijke indeling is als volgt:

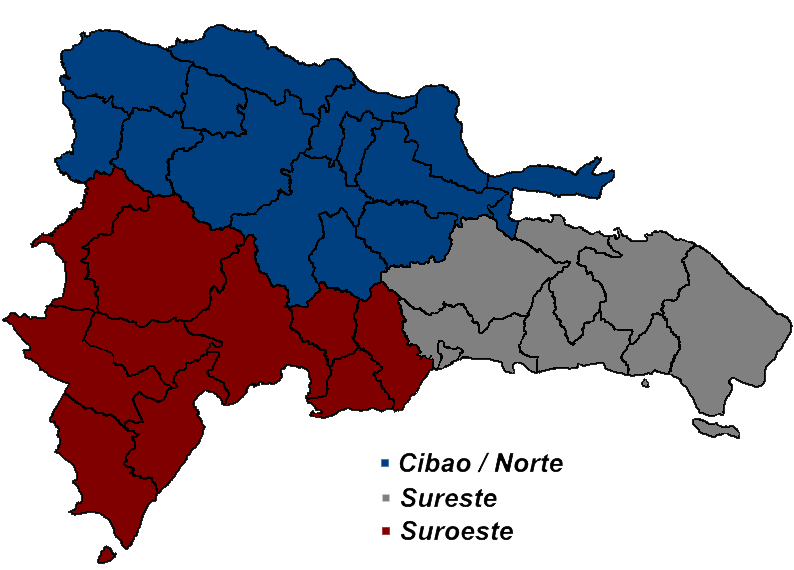
3 macroregio's

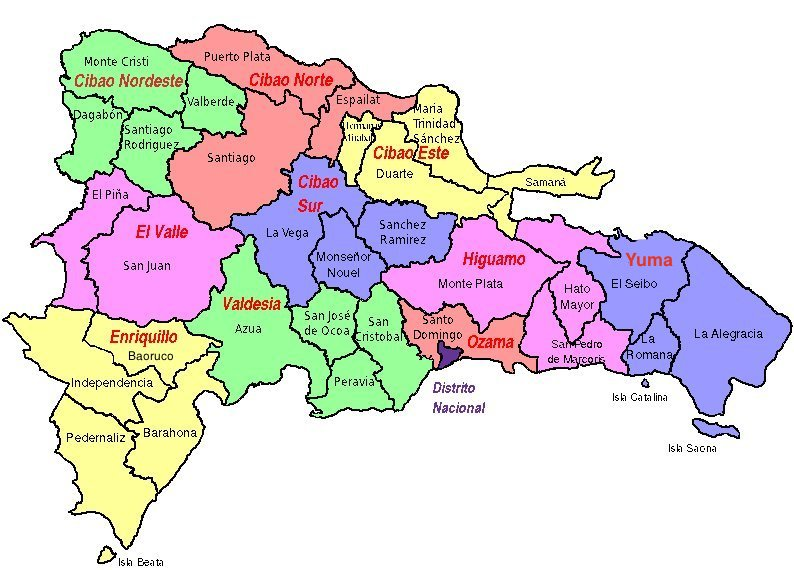
wet 710, 30 juli 2004 10 Regio's

.
| Macroregio      | Nr   | Regio                   | Provincies                                                                    |
| --------------- | ---- | ----------------------- | ----------------------------------------------------------------------------- |
| Norte of: Cibao | I    | Cibao Norte             | Espaillat, Puerto Plata en Santiago                                           |
| Norte of: Cibao | II   | Cibao Sur               | La Vega, Monseñor Nouel en Sánchez Ramírez                                    |
| Norte of: Cibao | III  | Cibao Nordeste          | Duarte, María Trinidad Sánchez, Hermanas Mirabal (tot 2007 Salcedo) en Samaná |
| Norte of: Cibao | IV   | Cibao Noroeste          | Dajabón, Monte Cristi, Santiago Rodríguez en Valverde                         |
| Suroeste        | V    | Valdesia                | San Cristóbal, Azua, Peravia en San José de Ocoa                              |
| Suroeste        | VI   | Enriquillo              | Barahona, Baoruco, Pedernales en Independencia                                |
| Suroeste        | VII  | El Valle                | San Juan en Elías Piña                                                        |
| Sureste         | VIII | Yuma                    | La Romana, La Altagracia en El Seibo                                          |
| Sureste         | IX   | Higüamo                 | San Pedro de Macorís, Hato Mayor en Monte Plata,                              |
| Sureste         | X    | Ozama of: Metropolitana | Distrito Nacional en Santo Domingo                                            |

### Bergketens

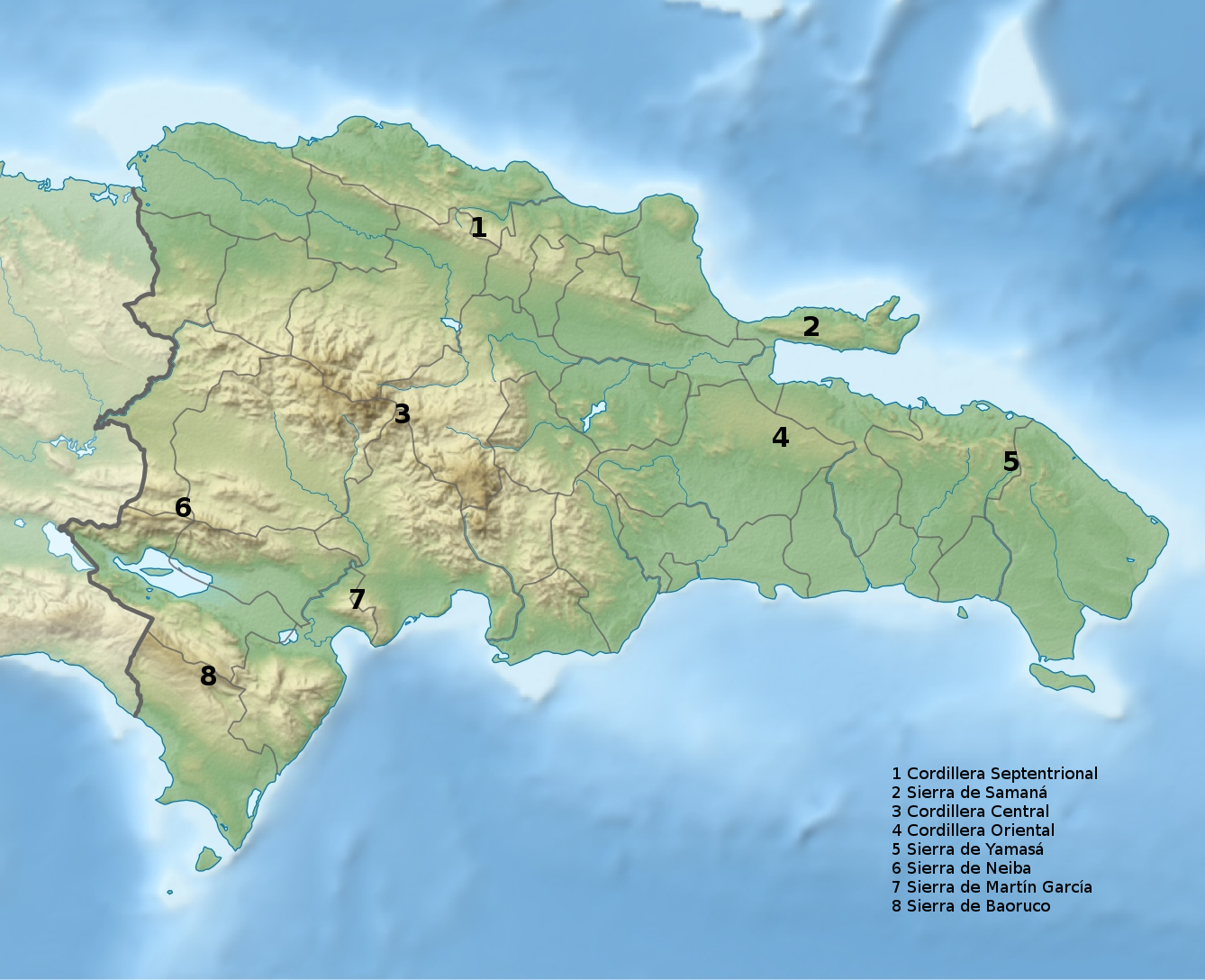
Bergketens van 1 tot 6

In de Dominicaanse Republiek zijn acht bergketens (cordilleras):
1. Cordillera Septentrional met vooral koffiebonen-, cacaobonen-, en avocadoteelt.
2. Cordillera Central met de Pico Duarte, de hoogste berg van de Antillen en relatief dunbevolkt. Toch zijn er grote dorpen in valleien, zoals Constanza met veel land- en tuinbouw en Valle Nuevo.
3. Sierra de Neiba met de Pico Neiba.
4. Sierra de Baoruco met de hoogste berg Loma del Toro en waarvan de Pico Aquacate aan de noordkant rijk is aan zout en aan de zuidkant bauxiet gedolven wordt.
5. Sierra de Samaná, is rijk aan marmer.
6. Cordillera Oriental, met vooral veel koffie teelt.
7. Sierra Martín García
8. Sierra de Yamasá

Er worden in alle bergketens ook veel eucalyptusbomen gekweekt voor de commerciële productie van houtskool ter compensatie van de houtkap en de grote branden van 2004 die in de bergen hebben plaatsgevonden.

### Stuwmeren
Presa Monte Grande is het nieuwste project. Het beoogt de ontwikkeling van een stuwdam in de rivier Yaque del Sur bij de plaats Monte Grande in de provincie Barahona. Hieronder volgt een niet volledig overzicht van stuwmeren in de Dominicaanse Republiek.
| Naam                  | Plaats                                 | Water m³       | MWh     | Hoofdwaterbron      |
| --------------------- | -------------------------------------- | -------------- | ------- | ------------------- |
| Presa de Hatillo      | Hatillo, 10 km zuidwestelijk van Cotuí | 710.000.000 m³ | 8 Mw    | Rio Yuna            |
| Presa de Tavera       | Tavera - Bao - Sabana Iglesia          | 417.000.000 m³ | 96 Mw   | Rio Yaque del Norte |
| Presa de Sabana Yequa | Sabana Yegua                           | 354.200.000 m³ | 28 Mw   | Rio Yaque del Sur   |
| Presa de Valdesia     | Muchas Aguas                           | 137.500.000 m³ | 0,3 Mw  | Rio Nizao           |
| Presa de Rincón       | Rincón, 15 km zuid van La Vega         | 75.500.000 m³  | 22,3 Mw | Rio Jima            |
| Presa de Sabaneta     | 25 km van San Juan de la Maguana       | 72.000.000 m³  | 6,35 Mw | Rio San Juan        |
| Presa de Maguaca      | Monte Cristi (provincie)               |                | geen    | Rio Maguaca         |
| Presa de Chacuey      | Dajabón (provincie)                    |                | geen    | Rio Chacuey         |

### Watervallen
Watervallen (in het Spaans saltos) die bezienswaardig zijn:
- Saltos eléctricos speciaal voor elektriciteitsopwekking zijn: Las Damas, Jimenoa, Constanza, waarvan Salto de Jimenoa beschermd natuurgebied is (17 km² groot, IUCN-categorie III, Natuurmonument).
- Saltos turísticos, die zeer bezienswaardig zijn: Mascara in Loma de Cabrera, Comate in Bayaguana en de grootste waterval, Salto del Limón, op het schiereiland Samaná, waarvan Salto El Limón beschermd natuurgebied is (16 km² groot, IUCN-categorie III, Natuurmonument).
- Sommige zijn alleen te voet of te paard te bereiken.

### Beschermde natuurgebieden
Er zijn 128 beschermde natuurgebieden (área protegida), in totaal 58.400 km². Van deze gebieden zijn er 31 nationale parken (parque nacional), in totaal 10.800 km². De jongste aanwinst per mei 2016 is (het stroomgebied van de rivier) Río Dulce.
- Lago Enriquillo, het bekendste en grootste meer van de Antillen, ligt in het nationale park Lago Enriquillo e Isla Cabritos, heeft een oppervlakte van ongeveer 250 km² zilt water en ligt tussen Cordilla Nieba en Cordilla Boharuco.

Het wordt vooral gebruikt voor een groeiende visproductie van forel, karper en tilapia. De andere grote zoetwatermeren zijn ook belangrijk voor de watervoorziening.
- Het nationale park Cotubanamá aan de zuidkust met de bijbehorende eilanden Saona, Catalina en Catalinita is een gebied waar nog veel onderzoek wordt gedaan naar de geschiedenis van de indiaanse bewoners.

## Bevolking

### Samenstelling
| jaar | inwoners     | opmerking                                        |
| ---- | ------------ | ------------------------------------------------ |
| 1850 | ??           | waarvan 40,000 in de hoofdstad.                  |
| 1990 | 6,5 miljoen  | waarvan 2 miljoen in de hoofdstad.               |
| 2006 | 9,2 miljoen  | waarvan 3 miljoen in de hoofdstedelijke regio.   |
| 2016 | 10,1 miljoen | waarvan 3,7 miljoen in de hoofdstedelijke regio. |

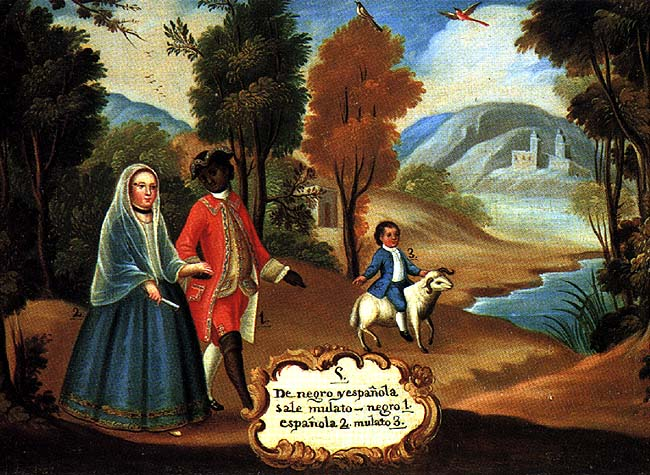
Het onderschrift van dit 18e-eeuwse schilderij van de Nieuw-Spaanse schilder Miguel Cabrera luidt: "Uit een zwarte en een Spaanse komt een mulat voort".

De oorspronkelijke bewoners van Quisqueya zijn de Siboney. Zij werden rond het begin van de jaartelling verdreven door de Taíno-indianen die van Puerto Rico kwamen. In 1492 kwam Columbus waardoor steeds meer Spanjaarden op het eiland woonden en werkten. Later arriveerden ook de Afrikaanse slaven, om op het land te werken. In de loop van de geschiedenis kwamen huwelijken tussen Spanjaarden, Afrikanen en de Taíno's voor.
Volgens het World Factbook is 73 procent van de Dominicaanse inwoners een mengeling van mensen met Europese, Afrikaanse en Indiaanse voorouders. Onder deze groep van mensen met een gemengde afkomst bevinden zich onder andere mestiezen, mulatten en Zambo's. Rond de zestien procent van de Dominicanen zijn van blanke Europese, vooral Spaanse afkomst en elf procent van zwarte Afrikaanse afkomst. Andere groepen in de Dominicaanse Republiek zijn Haïtianen, Duitsers, Italianen, Joden, Fransen en Amerikanen. Daarnaast is er klein percentage Jamaicanen (ong. 30.000) en Oost-Aziaten waaronder vooral Chinezen, Japanners en mensen uit het Midden-Oosten. De inheemse Taíno hebben zich cultureel vermengd en worden gezien als een integraal deel van de bevolking. Er zijn ook nog Indianen op de Dominicaanse Republiek.

### Religie
95 procent is katholiek.

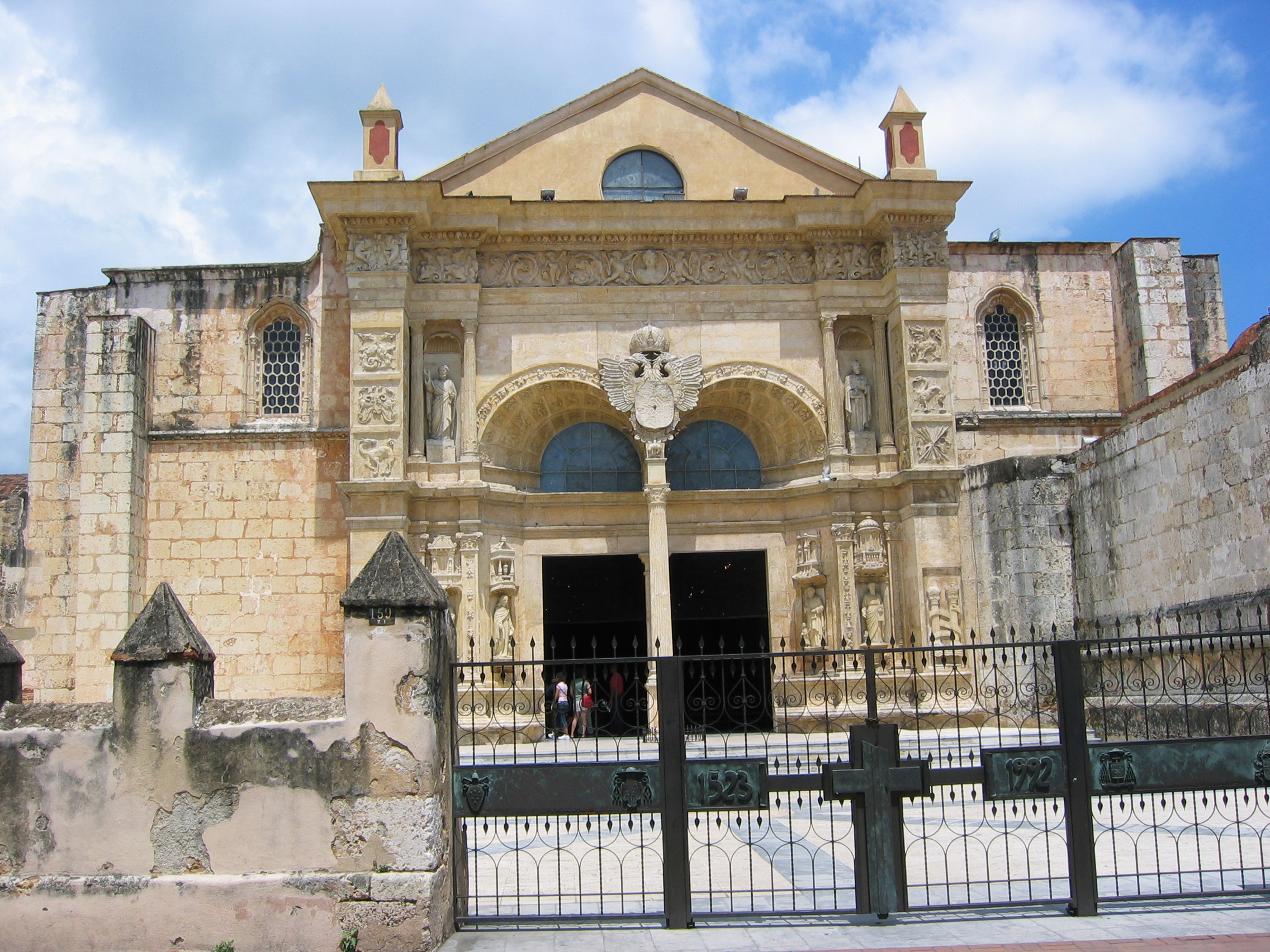
Kathedraal van Santo Domingo

De republiek telt vijf kerkelijke territoria. Santo Domingo is sedert 1511 bisschopszetel en werd in 1545 het aartsbisdom van de Nieuwe Wereld. De rol van de Katholieke Kerk is vooral sinds 1960 steeds kritischer geworden. Zij beijvert zich voor verbetering van de levensstandaard, voor landhervorming en voor handhaving van de mensenrechten.

## Onderwijs
Op scholen is Dominicaans-Spaans de officiële taal waarin wordt les gegeven. Er zijn in de loop der tijd belangrijke verschillen ontstaan tussen het huidige Spaanse Spaans en het Dominicaans-Spaans. Het Dominicaanse alfabet heeft 28 letters, één letter meer dan het Spaanse.
Er bestaat verplicht onderwijs van zes jaar basisschool. Hierop volgt vier jaar voortgezet onderwijs, dat wederom aangevuld kan worden met twee jaar beroepsoriëntatie. Vooral op het platteland gaan veel kinderen helemaal niet naar school, of ze stoppen al gauw met de opleiding. Het officiële percentage analfabeten is daarom vrij hoog. Kerkelijke of particuliere scholen hebben een betere reputatie; vanwege het hoge lesgeld zijn deze voor de meeste mensen niet betaalbaar. Van de universiteiten en hogescholen geniet de 'Universidad Autónoma de Santo Domingo' het meeste prestige. Vanaf het begin van de 21e eeuw kan in de hogere klassen van het basisonderwijs ook Engels worden geleerd, in het voortgezet onderwijs is dit een onderdeel van het reguliere lesprogramma geworden en kunnen ook andere talen worden beoefend. Ook computerkunde of informatica heeft sindsdien zijn intreden gedaan als vast onderdeel in het voortgezet onderwijs. Naast het reguliere programma kunnen de leerlingen, in of buiten de reguliere schooltijden, ook specifieke lessen volgen.

## Toerisme
De Dominicaanse Republiek is bij de toeristen gewild om het zomerse klimaat. In het noorden liggen b.v. de bekende badplaatsen Puerto Plata en oostelijk daarvan Sosúa. Nog verder naar het oosten ligt Cabarete met een kilometers lang wit palmenstrand. Hier wordt ook veel gesurft en er zijn veel golfbanen in de buurt. Las Terrenas ligt in het noorden van de provincie Samana en is bekend om de mooie stranden en de bultrugwalvissen die daar ieder jaar vertoeven. In het zuidoosten van het schiereiland ligt Samaná, de eerste stad op het schiereiland met in cement nagebouwde oude huizen. Hier zijn ook prachtige stranden en natuurgebieden en een walvismuseum met informatie over de bultrugwalvissen die daar ieder jaar komen. In Samaná en Las Terrenas kan men aan het begin van het jaar de walvissen bekijken die hier komen paren en baren. Dit schouwspel kan vanaf de wal of dichterbij vanaf een speciale walvisvriendelijke excursieboot worden bewonderd.
In het zuidoosten zijn Punta Cana en Bavaro de belangrijkste trekpleisters. Hier is sprake van een ontwikkelde toeristische industrie met een groot aantal resorts. Slechts een paar kleine dorpjes lagen in deze streek. Bayahibe ligt dicht bij Isla Saona. De grootste attracties hier zijn de eilanden Saona, Catalina en Catalinita, onderdeel van het nationale park Cotubanamá. Vooral de onderwaterwereld in het park is van wereldklasse. De dichtstbijzijnde grote stad is La Romana, bekend door het luxe villadorp Casa de Campo, waar vele bekende en beroemde mensen een villa bezitten. Ook Altos de Chavón, een kopie van een mediterraan dorp uit de 16e eeuw met amfitheater vormt een attractie. De beroemde golfbaan the Teeth of the Dog is hier ook aangelegd en behoort tot de top 50 in de wereld. Meer naar het westen, ten oosten van Santo Domingo, liggen de badplaatsen Boca Chica en Juan Dolio.
Santo Domingo is de oudste stad van de Dominikaanse republiek. Het is de vierde Spaanse nederzetting en de eerste stad in de Dominikaanse republiek met tegenwoordig meer dan 3,5 miljoen inwoners. Het was eens het startpunt voor de ontdekking van Amerika. Het oude centrum is UNESCO Werelderfgoed met veel bezienswaardigheden zoals de oudste universiteit van het Westelijk halfrond, de Faro a Colón, het paleis van Diego Columbus,de westelijke stadspoort Puerta del Conde met het Park Independencia, aan de rand van de stad de Tres Ojos, de rituele ondergrondse meren van de Taïnos en nog veel meer.
Er zijn, verspreid over het hele land, veel bezienswaardigheden zoals: natuurgebieden, watervallen, stuwmeren, (oude) steden en cultuur historische overblijfselen. Er wordt nog veel onderzoek gedaan naar de geschiedenis van de eerste bewoners, waardoor ook nu nog onbekende overblijfselen worden aangetroffen die, plaatselijk of in musea, kunnen worden bezichtigd.
Liefhebbers van ornithologie of vogelkunde en overige natuurliefhebbers kunnen 321 vogelsoorten waarnemen op Hispaniola waarvan 29 endemische vogelsoorten (die enkel voorkomen op dit eiland). Voorbeelden van endemische vogelsoorten op Hispaniola zijn de Hispaniola-trogon, de Hispaniola-amazone en de Hispaniola-amazone.

## Productie

### Vervoer

#### Vervoer over de weg
De Domicaanse Republiek heeft een voor de regio vrij uitgebreid autosnelwegennet. Het wegvervoer is de grootste vervoerssector. Hij bestaat uit vracht- en personenvervoer op vele manieren (vaak afgedankte voertuigen van de Verenigde Staten). Als vervoermiddel wordt alles gebruikt wat iets kan vervoeren, waarbij ook het vervoer met ezels nog gebeurt, al vermindert dat snel. Het gemotoriseerde vervoer geschiedt door vrachtwagens van groot tot klein. Voor het personenvervoer wordt gebruikgemaakt van luxe toerbussen tot oude bromfietsen in de dorpen. Door de jeugd wordt ook gefietst. Het professionele personenvervoer is geregeld met een vergunningensysteem waarmee vaste routes worden gereden of men kan een taxi nemen waarbij men vooraf een prijs afspreekt. Voor de lange interlokale routes worden luxetoerbussen gebruikt. In de grote steden rijden stadsbussen die vaste opstapplaatsen hebben. In en buiten de steden kan men overal gebruikmaken van de minibusjes die men guagua's noemt, autoconcho's (personenauto's) met een letter van de route die ze rijden en motorconcho's (lichte motoren waar soms tot vier personen op zitten). Voor een rit in en rond de stad betaalt men 20 tot 50 peso, 1 euro is ongeveer 68 peso.
Formule: Dominicaanse Peso = Euro × 68,67 

#### Vervoer over het spoor
In het verleden werden enkele spoorlijnen met stoomtreinen geëxploiteerd. Tegenwoordig is er rond La Romana nog een uitgebreid spoornet met dieseltreinen ten behoeve van de suikerrietteelt. In Santo Domingo de Guzmán is in 2012 de tweede metrolijn gerealiseerd. Deze metro's rijden gedeeltelijk onder de grond. Een rit kost 20 peso. Er zijn plannen voor een derde metrolijn, maar door de economische crisis kan de realisatie daarvan nog wel even duren.

#### Vervoer met monorail
In 2024 is men in Santiago de los Caballeros begonnen met de aanleg van een monorail traject. 

#### Vervoer met teleferrico
In 2024 is het teleferrico traject (kabelbaan) met gesloten cabines voor 8 personen in Santiago de los Caballeros in gebruik genomen

#### Vervoer door de lucht
Er zijn binnenlandse, internationale en continentale lijn- en charterdiensten. Voor de binnenlandse vluchten wordt veel gebruikgemaakt van kleine tot middelgrote vliegtuigen en helikopters. Bij grote steden en toeristisch belangrijke gebieden zijn grote internationale luchthavens en over het hele land verspreid veel kleine verharde en onverharde vliegvelden. Doordat het wegennet nog niet overal geschikt is om vooral bederfelijke waren snel te vervoeren, wordt er uit de grote agrarische gebieden, zoals Constanza, veel gebruikgemaakt van luchttransport.
Er zijn 35 luchthavens en nog een aantal kleine vliegvelden en heliplaatsen. Hiervan zijn er 16 verhard met diverse afmetingen:
- 3 meer dan 3.047 m
- 4 van 2.438 tot 3.047 m
- 4 van 1.524 tot 2.437 m
- 4 van 914 tot 1.523 m
- 1 minder dan 914 m

#### Vervoer over water
Het vervoer over water geschiedt vooral via de kust omdat de meeste rivieren niet diep landinwaarts kunnen worden bevaren. Hierbij gaat het vooral om transport van bulkgoederen zoals b.v. petroleum, gas en suikerriet. Ook het containervervoer gaat vaak via het water.

### Mineralen
In de Dominicaanse Republiek wordt als enige land ter wereld het mineraal larimar, een groenblauwe variëteit van het mineraal pectoliet, gewonnen. Ook wordt er barnsteen gevonden. (Zie ook Barnsteenkust.)

### Zona Franca
Ongeveer 500 bedrijven in de Dominicaanse Republiek vervaardigen in de eerste plaats goederen voor de Noord-Amerikaanse markt. Deze zijn gelegen in 50 industriële vrijhandelszones (Zona Franca) over het hele land verspreid. Vooral buitenlandse bedrijven zijn hier actief, profiterend van fiscale en andere financiële stimuli van de overheid voor bedrijven binnen de zones. Ongeveer 200.000 mensen, of ongeveer 8 procent van de beroepsbevolking is werkzaam in deze sector. De belangrijkste overwegingen voor deze bedrijven, uit onder meer de Verenigde Staten, Canada, Korea en Taiwan, zijn een grote groep goedkope arbeidskrachten en de nabijheid van de Noord-Amerikaanse markt. Ze produceren meestal kleding, elektronische componenten, schoeisel en lederwaren, die hier worden gemonteerd door voornamelijk vrouwelijke medewerkers. De grondstoffen of halffabricaten zijn meestal met vrijstelling ingevoerd (b.v. elektronische onderdelen worden geïmporteerd uit het geïndustrialiseerde Puerto Rico) en worden in de Zona Franca samengebouwd. Daarna worden ze uitgevoerd onder de voorwaarden van de Caribbean Basin Initiative, waarin het recht van gratis toegang tot de Verenigde Staten van de in de Dominicaanse Republiek geproduceerde goederen is geregeld. De waarde van de uitvoer bedroeg US $ 1,9 miljard in 1996, maar de bijdrage aan de handelsbalans was slechts US 520 miljoen dollar, omdat veel van de basismaterialen voor de vrije zones moest worden ingevoerd en betaald. In deze berekening zijn personele inkomsten, uitgegeven voor levensonderhoud, niet opgenomen.
Andere, meer traditionele productie is gebaseerd op suikerrietraffinage, tabak, rijst, koffie, plátano en Rulo (heeft een fijnere smaak), cement, ijzer- en staalproductie, en voedselverwerking. De Dominicaanse sigaren zijn een bekend exportproduct. Bier en sigaretten worden geproduceerd voor de lokale consumptie. De meeste industrie van deze soort is gelegen rondom Santo Domingo en andere grote steden en biedt werk aan de arbeidersklasse in die omtrek.

## Natuurrampen
Hispaniola ligt op verschillende breuklijnen en ligt in een gebied waar regelmatig orkanen voorkomen.
- In 1498 werd La Nueva Isabela verwoest door een orkaan langs de zuidkust.
- In 1564 werden, door een grote aardbeving in het binnenland, de grote steden Santiago de los Caballeros en Concepción de La Vega verwoest.
- In 1930 verwoestte de cycloon San Zenón de hoofdstad Santo Domingo, waarna Rafael Trujillo de stad herstelde en het zijn naam geeft.
- In 1979 werd de Dominicaanse republiek getroffen door de orkaan David, die 1.200 slachtoffers maakt en enorme schade aanricht.
- In 2003 werd de noordkust getroffen door de hevigste aardbeving sinds 1945.
- In 2010 werd Haïti getroffen door een zware aardbeving die het grootste deel van Port-au-Prince vernietigde.
- In 2012 raasde de orkaan Sandy door de Caraïben langs de zuidkust van de Hispaniola.

## Bekende Dominicanen

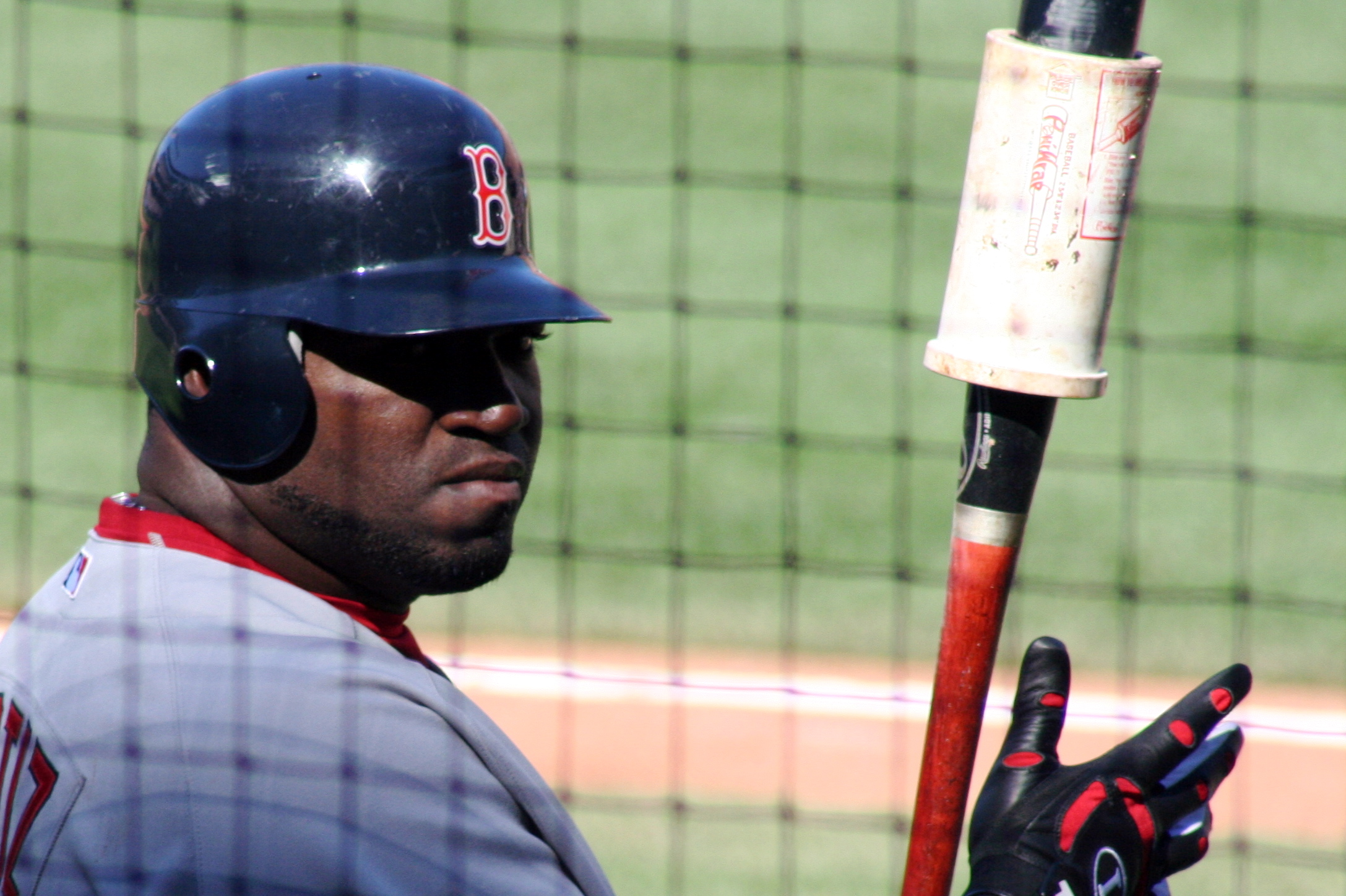
David Ortiz

- Ceylin del Carmen Alvarado, wielrenster
- Mariano Díaz, voetballer
- Juan Luis Guerra, zanger
- Antony Santos, zanger
- Johnny Pacheco, artiest
- Michelle Rodríguez, actrice
- Julia Alvarez, schrijfster
- Junot Díaz, schrijver
- Judy Reyes, actrice
- Óscar de la Renta, modeontwerper
- Raulín Rodríguez, zanger
- Sammy Sosa, honkballer
- Mary Joe Fernandez, van oorsprong Dominicaans tennisster
- Arcangel, reggaetonartiest
- Papi Sánchez, artiest
- David Ortiz, honkballer
- Félix Sánchez, atleet
- Kat DeLuna, artiest
- Dania Ramírez, actrice
- Orlando Yntema, honkballer, half Nederlands, half Dominicaans
- Natti Natasha, zangeres
- Cardi B, rapper
- Rolf Sanchez, zanger, half Nederlands, half Dominicaans